# جاي هيكس لانيير
جاي هيكس لانيير (بالإنجليزية: J. Hicks Lanier)‏ هو مسير أعمال أمريكي، ولد في 1941.

## وصلات خارجية
- جاي هيكس لانيير على موقع إن إن دي بي (الإنجليزية)